# カラマツソウ
カラマツソウ（落葉松草、唐松草、学名：Thalictrum aquilegiifolium var. intermedium Nakai）は、キンポウゲ科カラマツソウ属に分類される多年草の1種。

## 特徴
全体に腺毛がない。茎の高さは20-120 cm、中空で緑色あるいは紫色を帯び、上部でよく枝分れする。根生葉と下部の茎葉は2-4回3出複葉で葉柄は長さ5-15 cmで互生する。小葉は長さ0.5-3 cm、倒卵形で浅く3つに裂ける。裏面はやや白っぽく、脈が隆起する。上部の茎葉は2回3出複葉で葉柄は短い。托葉は大きく膜質で反曲し、葉軸の分岐点にある丸い小托葉も目立つ。花は直径約1 cm白色または薄紅色を帯び、複散房状に多数上向きにつく。高山帯に生育する個体は花数が少ない。花弁はなく、4-5個の萼片は広楕円形で長さ約4 mm、白色または薄紅色を帯び蕾の時に紫色で花時に早く落下する。雄蕊は輪状に多数集まり、花糸は棍棒状に肥厚し、葯より太く葯隔は突出しない。花期は7-9月。果柄は長さ0.5-1.5 cm、痩果は7-16個、長さ約7 mmの楕円形、3-4個の翼があり、先は円形か尖り、長い柄で垂れ下がる。染色体数は2n=14（2倍体）。

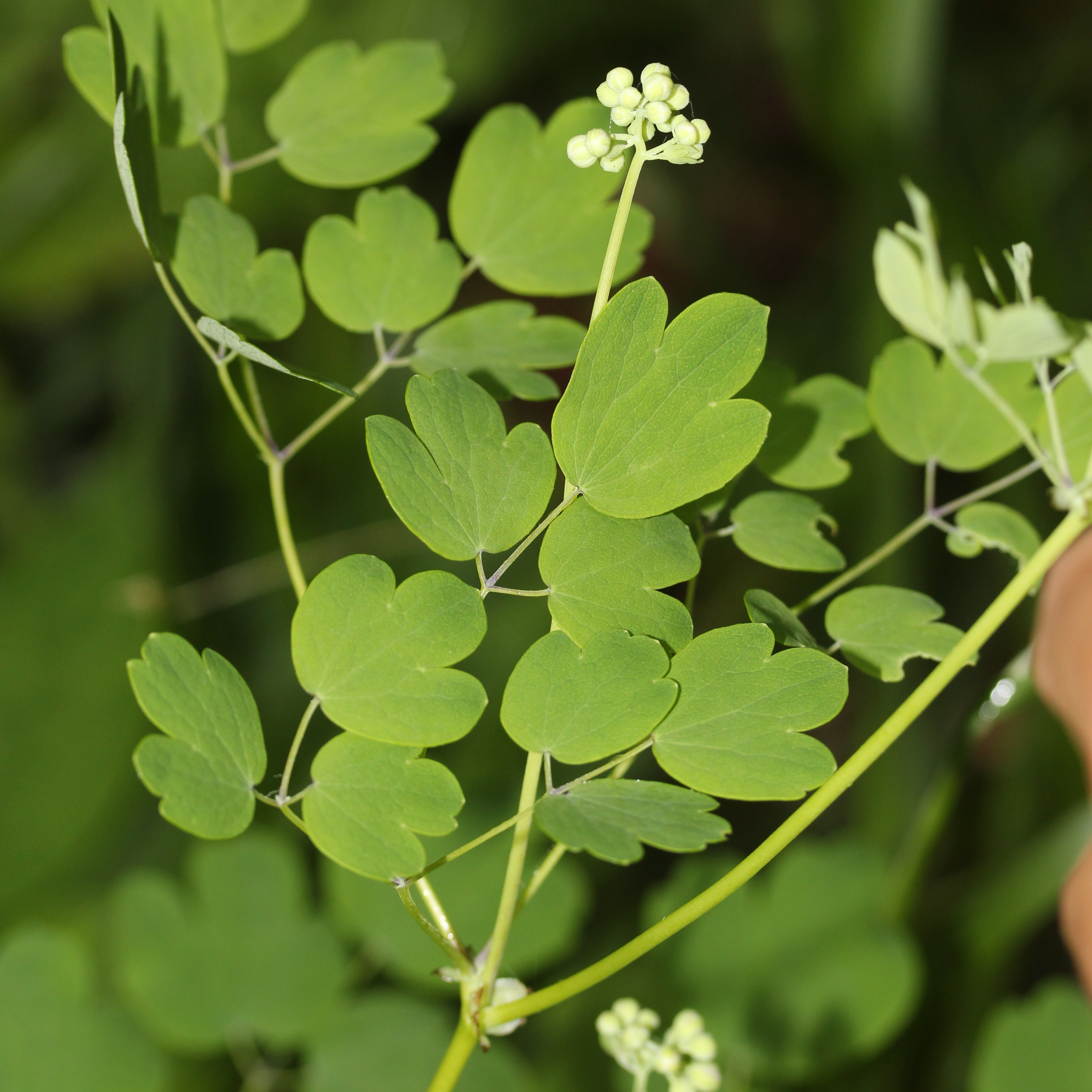
茎葉の形態 三回三出複葉の一例、葉軸の付根に托葉、小葉は倒卵形で浅く3つに裂ける
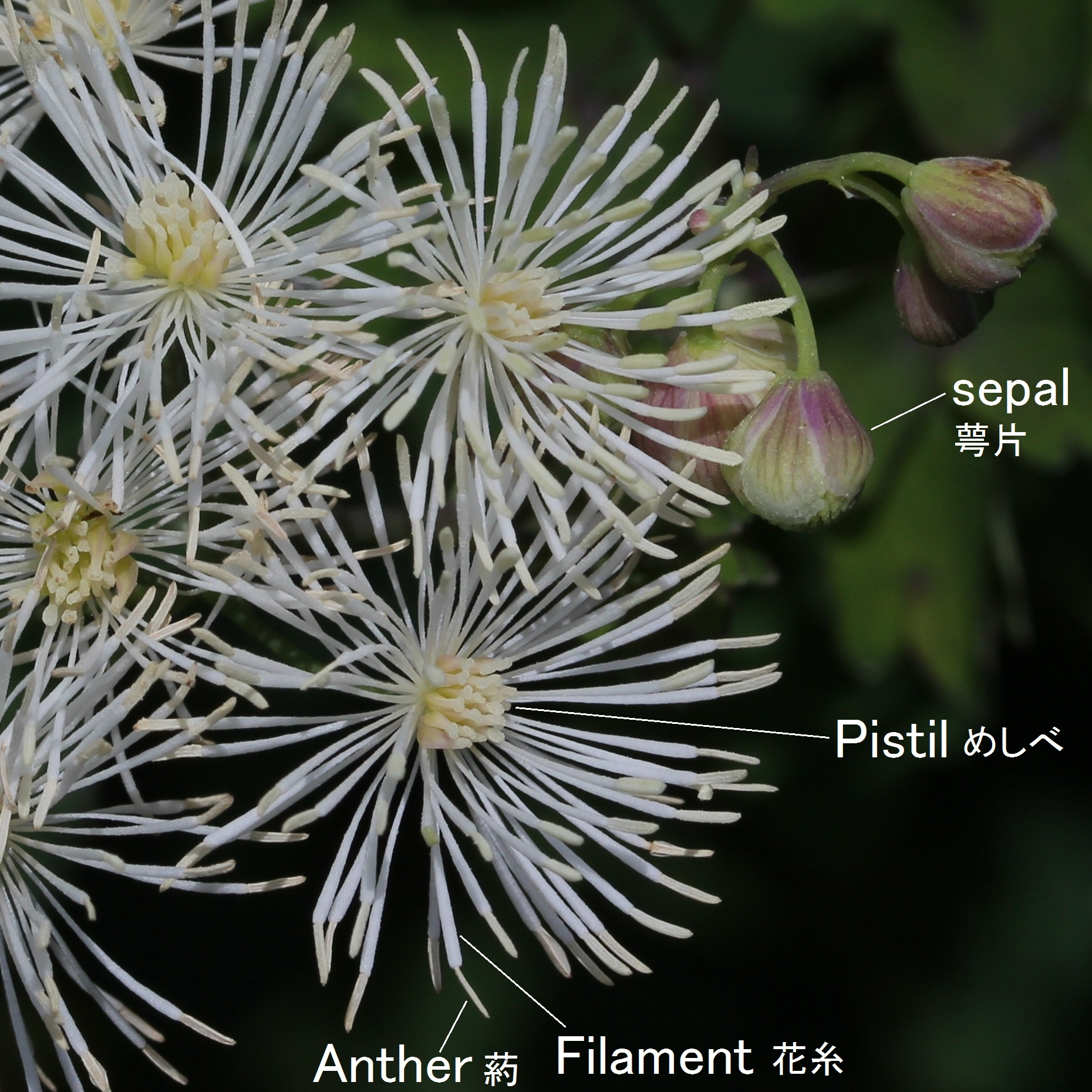
花の構造 萼片は花時に早く落下し、雄蕊は輪状に多数集まり、花糸は棍棒状
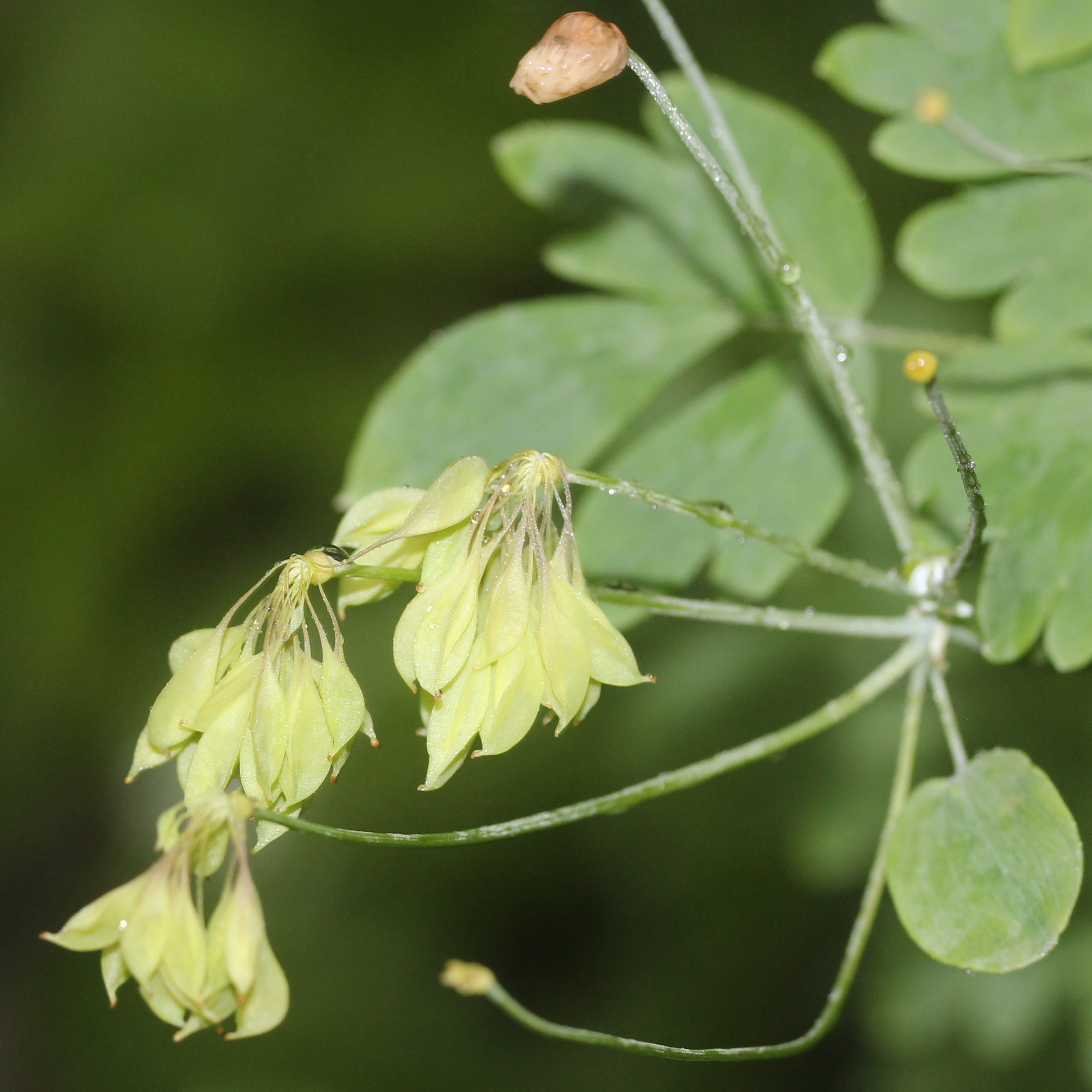
果実の形態 痩果は翼があり長い柄で垂れ下がる

## 分布と生育環境
日本の固有種で、北海道、本州、四国、九州に分布する。基準標本は、木曽山脈木曽駒ヶ岳のもの。
低山地から高山帯下部にかけての湿り気のある日当たりのよい草地、林の縁、高原などに生育する。

## 名称

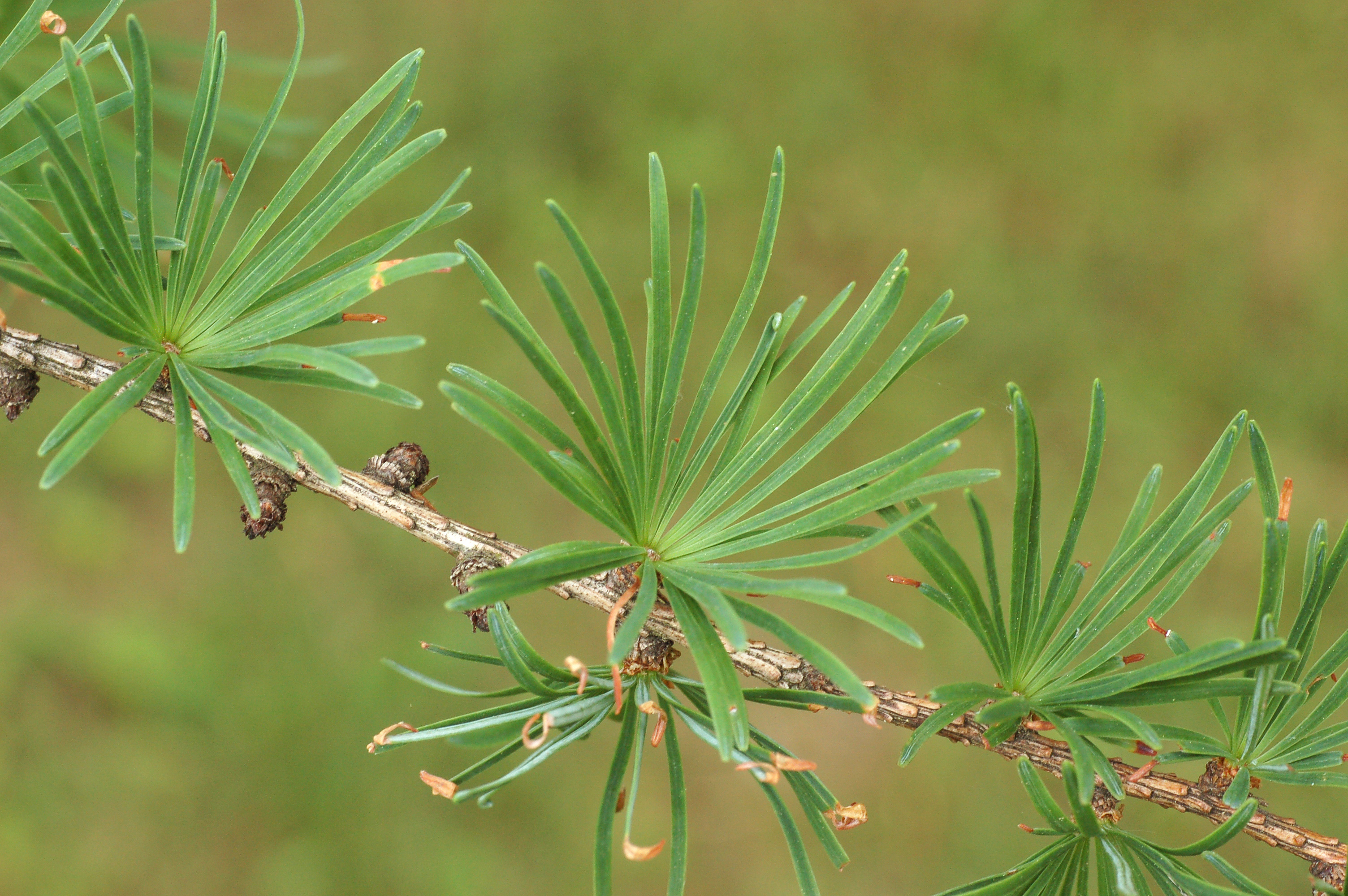
和名の由来であるカラマツの葉の形態

別名にオオミノカラマツソウ、ミチノクカラマツソウ。旧長門国ではウマゼリと呼ばれていた。和名は花の形態が、カラマツの葉を思わせることに由来する。

## 利用
若い茎と葉は食べられる。

## 種の保全状況評価
日本では以下の都道府県でレッドリストの指定を受けている。生育が稀な地域もあり、植林や乾燥による森林の遷移により個体数が減少している地域がある。

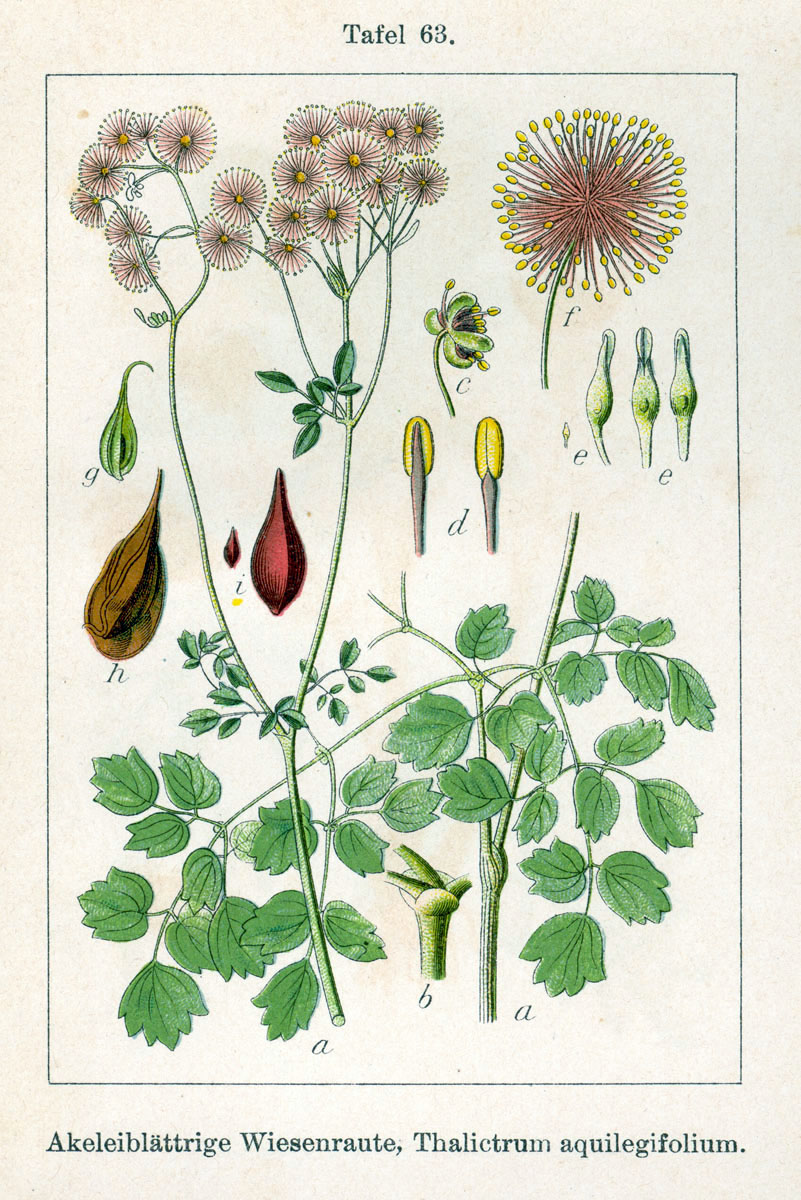
基本種の図説
T aquilegiifolium var. aquilegiifolium

- 絶滅危惧IB類（EN） - 埼玉県[13]
- 絶滅危惧II類（VU） - 広島県[14]
- 準絶滅危惧 - 岡山県[12]
- 希少種 - 奈良県[注釈 1]

## 種内変異
基本種のT aquilegiifolium var. aquilegiifolium（広義のカラマツソウ）は、ヨーロッパからシベリア西部にかけて分布する。
- マンセンカラマツ（満鮮唐松、満鮮落葉松、学名：Thalictrum aquilegiifolium L. var. sibiricum Regel et Tiling） - 中国（北部、東北）、シベリア、樺太、千島列島、日本（本州、四国、九州）に分布する[8]。カラマツソウによく似ているが[8]、そう果が10個以下、倒卵形で先は切形となる[2]。
- ダイセンカラマツ（学名：Thalictrum aquilegiifolium L. var. daisenense (Nakai) Emura）

## ミヤマカラマツとモミジカラマツとの識別ポイント
花の形態はミヤマカラマツとモミジカラマツに似ているが、葉の形態などで識別することができる。カラマツソウの小葉は浅く3つに裂ける。ミヤマカラマツの小葉は、縁に鋭い鋸葉がある。モミジカラマツの葉は掌状に裂けてモミジの葉の形状に似ている。
| 和名 学名                                                | 花                                              | 果実                                              | 葉                                                      | 識別のポイント                                                               |
| -------------------------------------------------------- | ----------------------------------------------- | ------------------------------------------------- | ------------------------------------------------------- | ---------------------------------------------------------------------------- |
| カラマツソウ Thalictrum aquilegiifolium var. intermedium | カラマツソウ（越美山地金草岳、2013年6月29日）   | カラマツソウ（木曽山脈木曽駒ヶ岳、2015年8月14日） | カラマツソウ（木曽山脈木曽駒ヶ岳、2015年8月14日）       | 花糸は棍棒状 痩果は垂れ下がる 小葉は浅く3つに裂ける                          |
| ミヤマカラマツ Thalictrum tuberiferum                    | ミヤマカラマツ（飛騨山脈焼岳、2015年6月13日）   | ミヤマカラマツ（飛騨山脈爺ヶ岳、2015年7月7日）    | ミヤマカラマツの三出複葉（赤石山脈聖岳、2014年7月25日） | 花糸の上半分が広がる 痩果は2-7個 小葉は縁に鋭い鋸葉がある                    |
| モミジカラマツ Trautvetteria caroliniensis var. japonica | モミジカラマツ（飛騨山脈乗鞍岳、2013年8月27日） | モミジカラマツ（長野県御嶽山、2014年9月6日）      | モミジカラマツ（赤石山脈聖岳、2014年7月25日）           | 花糸は先ほど太くなる 痩果は広卵形 葉は掌状に裂けてモミジの葉の形状に似ている |